# Stian Johnsen
Stian Dagfinn Johnsen (Beisfjord, 1º novembre 1981) è un giocatore di calcio a 5, allenatore di calcio ed ex calciatore norvegese, di ruolo attaccante.

## Carriera
Johnsen ha cominciato la carriera con il Beisfjord, in prestito dal Fredrikstad, nel 2000. Aveva già sostenuto un provino con l'Udinese. Tornato al Fredrikstad, tra il 2002 ed il 2003 il club ha centrato una doppia promozione, che lo ha portato dalla 2. divisjon all'Eliteserien. Il 12 aprile 2004, allora, Johnsen ha potuto esordire nella massima divisione norvegese, sostituendo Vebjørn Hagen nella sconfitta per 2-0 sul campo del Lillestrøm.
Con l'arrivo di Egil Olsen sulla panchina del Fredrikstad, per Johnsen si sono aperte le porte di una cessione: Drillo non lo ritenne infatti indispensabile e stato così ceduto all'Aalesund. Ha debuttato con la nuova maglia il 10 aprile 2005, quando è stato titolare nel pareggio per 2-2 contro il Rosenborg. La formazione non ha raggiunto però la salvezza ed è retrocessa in 1. divisjon, ma Johnsen è rimasto inizialmente in squadra. Nel corso del 2006, però, è stato ingaggiato dall'Haugesund, per cui ha giocato il primo match il 27 agosto, subentrando a Morten Hæstad nella sconfitta per 2-0 in casa dello Strømsgodset. Il 10 settembre ha segnato le prime reti, con una doppietta che permise il successo per 0-2 sul campo del Bryne. Con l'Haugesund è arrivato fino alla finale del Norgesmesterskapet 2007, persa però per 0-2 contro il Lillestrøm. Nel 2008 ha firmato per il Mjølner.
Attivo anche nel calcio a 5, Johnsen ha giocato per il Nordpolen nella Futsal Eliteserie 2009-2010. I campionati di quest'ultima attività, infatti, prendono il via al termine di quelli calcistici, rendendo compatibili la militanza in entrambi. Al termine di quella stessa annata, il Nordpolen è retrocesso e Johnsen ha firmato allora per l'Horten.
Il 30 marzo 2010 ha giocato la prima partita per la Nazionale di calcio a 5 della Norvegia, venendo impiegato nella vittoria per 1-2 contro l'Irlanda. Il 13 gennaio 2011 ha trovato le prime reti, con una doppietta messa a segno nella vittoria per 2-7 contro Malta. Il 28 gennaio 2013, Johnsen è passato al Vegakameratene.
Per quanto riguarda l'attività calcistica, nel 2013 ha lasciato il Mjølner per l'Hardhaus. Nel 2014 si è accordato con l'Harstad, per poi fare ritorno all'Hardhaus nel corso della stessa stagione, come allenatore-giocatore.
Lasciato il Vegakameratene, è tornato a vestire la maglia del Nordpolen in Eliteserie a partire dal campionato 2014-2015.
Terminata l'attività agonistica, il 31 gennaio 2016 è tornato Mjølner in veste d'allenatore.